# Пабло Сабалета
Па́бло Хав'є́р Сабале́та (ісп. Pablo Javier Zabaleta Girod; нар. 16 січня 1985, Буенос-Айрес, Аргентина) — аргентинський футболіст, колишній гравець національної збірної Аргентини. Виступав на позиціях правого захисника і центрального півзахисника. Олімпійський чемпіон 2008. Також має іспанське громадянство.

## Біографія
Сабалета є вихованцем клубу «Сан-Лоренсо де Альмагро», з яким він в 2002 році підписав свій перший професійний контракт. У своєму першому сезоні він допоміг «Сан-Лоренсо» виграти Південноамериканський кубок. З 14 років виступав за збірні Аргентини різних вікових категорій. Пабло був капітаном аргентинської збірної до 20 років (у складі, зокрема, був Ліонель Мессі), яка виграла чемпіонат світу 2005 року, що відбувся в Нідерландах (саме гол Пабла на 90+3 хвилині у ворота бразильців вивів команду до фіналу). У липні 2005 року, незабаром після перемоги на чемпіонаті світу, Сабалета перейшов в іспанський клуб «Еспаньйол», який заплатив за нього 3 млн доларів, і підписав із ним контракт на п'ять років.
З першого сезону Пабло став гравцем основного складу «Еспаньйола», у 2006 році допоміг команді виграти Кубок Іспанії, а в сезоні 2006/2007, значну частину якого він пропустив через травму плеча, разом із командою грав у фіналі Кубка УЄФА, програного «Севільї». 3 вересня 2005 Сабалета дебютував у національній збірній Аргентини в матчі відбіркового турніру до чемпіонату світу 2006 року проти збірної Парагваю (поразка 1:0), але на сам чемпіонат тренер Хосе Пекерман його не взяв. При Альфіо Басіле, який змінив Пекермана, Сабалету регулярно викликали в збірну, але з приходом на тренерський пост Дієго Марадони втратив місце у складі.
У 2008 році Сабалета був основним захисником збірної Аргентини на Олімпійських іграх у Пекіні. Аргентинці завоювали золоті медалі, вигравши всі свої матчі на турнірі і пропустивши лише два голи у свої ворота. 31 серпня 2008 Сабалета перейшов до англійського «Манчестер Сіті», який заплатив за нього 6,5 млн фунтів стерлінгів, підписав контракт на п'ять років і зізнався, що завжди мріяв грати в Англії. У сезоні 2008/2009 аргентинець був основним правим захисником команди Марка Г'юза, проте в результаті придбання «городянами» центральних захисників Джолеона Лескотта і Коло Туре, а також переведення Майки Річардса на правий фланг оборони cезон 2009/2010 Пабло почав запасним.

## Статистика виступів
| Клуб                          | Сезон     | Ліга  | Ліга | Ліга | Ліга | Кубок | Кубок | Кубок | Кубок | Єврокубки | Єврокубки | Єврокубки | Єврокубки | Загалом | Загалом | Загалом | Загалом |   |
| Клуб                          | Сезон     | Матчі | Голи |      |      | Матчі | Голи  |       |       | Матчі     | Голі      |           |           | Матчі   | Голи    |         |         |   |
| ----------------------------- | --------- | ----- | ---- | ---- | ---- | ----- | ----- | ----- | ----- | --------- | --------- | --------- | --------- | ------- | ------- | ------- | ------- | - |
| Сан-Лоренсо Аргентина         | 2002-2003 | 11    | 0    | 0    | 0    | -     | -     | -     | -     | 1         | 0         | 1         | 0         | 12      | 0       | 1       | 0       |   |
| Сан-Лоренсо Аргентина         | 2003-2004 | 27    | 3    | 5    | 0    | -     | -     | -     | -     | 3         | 0         | 1         | 0         | 30      | 3       | 6       | 0       |   |
| Сан-Лоренсо Аргентина         | 2004-2005 | 28    | 5    | 3    | 0    | -     | -     | -     | -     | 9         | 0         | 3         | 0         | 37      | 5       | 6       | 0       |   |
| Еспаньйол Іспанія             | 2005-06   | 27    | 2    | 7    | 0    | 5     | 0     | 2     | 0     | 7         | 0         | 1         | 0         | 39      | 2       | 10      | 0       |   |
| Еспаньйол Іспанія             | 2006-07   | 20    | 0    | 7    | 0    | 3     | 0     | 1     | 0     | 9         | 0         | 5         | 0         | 32      | 0       | 13      | 0       |   |
| Еспаньйол Іспанія             | 2007-08   | 32    | 1    | 14   | 1    | 4     | 0     | 0     | 0     | -         | -         | -         | -         | 36      | 1       | 14      | 1       |   |
| Манчестер Сіті Англія         | 2008-09   | 29    | 1    | 3    | 1    | 2     | 0     | 0     | 0     | 11        | 0         | 2         | 0         | 42      | 1       | 5       | 1       |   |
| Манчестер Сіті Англія         | Total     | Total | 198  | 12   | 47   | 2     | 17    | 0     | 4     | 0         | 40        | 0         | 13        | 0       | 260     | 12      | 65      | 3 |
| Дані станом на 24 квітня 2010 |           |       |      |      |      |       |       |       |       |           |           |           |           |         |         |         |         |   |

## Досягнення
- Чемпіон Англії:

«Манчестер Сіті»: 2011-12, 2013-14
- Володар Кубка Іспанії:

«Еспаньйол»: 2005-06
- Володар Кубка Англії:

«Манчестер Сіті»: 2010-11
- Володар Кубка Ліги:

«Манчестер Сіті»: 2013-14, 2015-16
- Володар Суперкубка Англії:

«Манчестер Сіті»: 2012
Збірні
- Чемпіон Південної Америки (U-20): 2003
- Чемпіон світу (U-20): 2005
- Олімпійський чемпіон: 2008
- Віце-чемпіон світу: 2014
- Срібний призер Кубка Америки: 2015